# 叶青纯
叶青纯（1952年4月—），黑龙江绥化人。1968年11月参加工作，1981年加入中国共产党。黑龙江商学院（现哈尔滨商业大学）商业经济系商业经济专业毕业，中共中央党校法学理论专业研究生学历，早年曾在黑龙江省工作学习。

## 生平
1988年，调任监察部二局二处副处长，正式进入纪检部门工作，此后在监察部、中央纪委办公厅工作多年。历任国务院经济调节办公室副处长；监察部副处长、副处级秘书、正处级秘书、副司级监察专员；中纪委副局级检查员、正局级检查员。
1999年11月至2003年6月，任中央纪委第四纪检监察室主任。2003年6月至2006年8月，任中央纪委驻最高人民检察院纪检组组长。2006年8月至2010年10月，任中共河南省委常委、纪委书记。2010年10月至2015年12月，任中共北京市委常委、纪委书记。
2016年2月起出任中央第三巡视组组长。